# Bullsjön
Bullsjön är en sjö i Malung-Sälens kommun i Dalarna och ingår i Dalälvens huvudavrinningsområde. Vid sjön ligger Malungs camping och Bullsjöns badplats.